# Accoladeboog

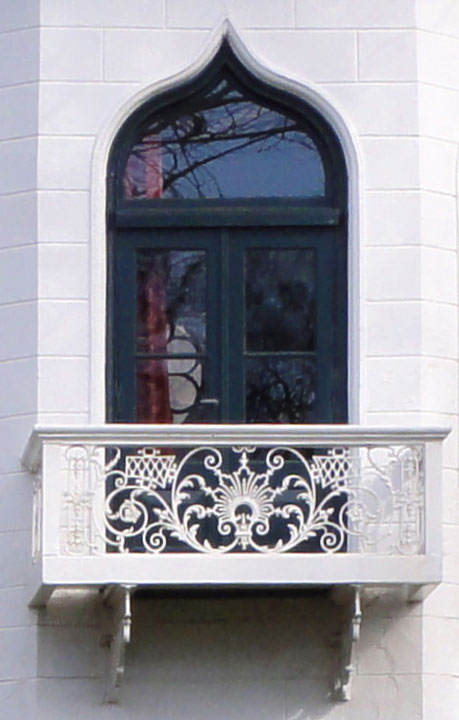
Accoladeboog

Een accoladeboog is in de architectuur een boogconstructie in de vorm van een accolade. 
De accoladeboog is vooral veel in de late gotiek en tudorstijl toegepast. Als de middelpunten van de holle en bolle krommingen van de boogconstructie onderling een groot hoogteverschil vertonen, wordt gesproken van een ezelsrugboog. De hogere uitvoering van de accoladeboog heet ook wel een kielboog.

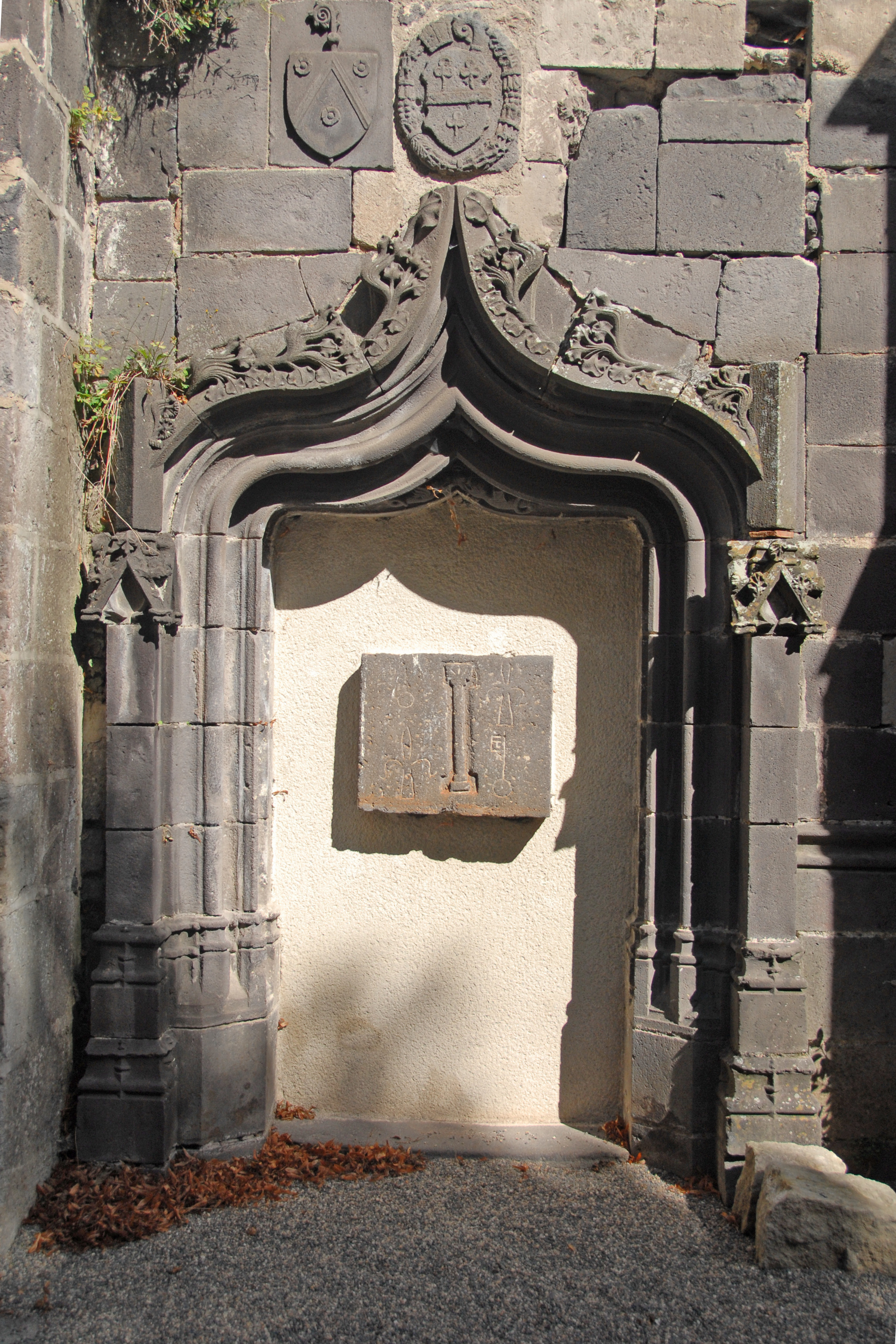

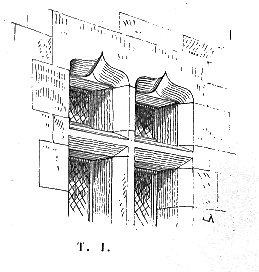